# Puedes ser tú
Puedes ser tú es el primer álbum de Miki González. Fue editado en 1986 por la compañía discográfica EMI. Las canciones  "Ya no aguanto" y "Dímelo, Dímelo" lograron gran popularidad en el interior y exterior del Perú, y contaron con su videoclips respectivos. Actualmente el disco es considerado uno de los más importantes de la historia del rock peruano. El álbum fue reeditado por distintas disquera lo cual provocó un cambio en el orden de las canciones y algunos temas adicionales, reemplazados o nulos.
El álbum fue reeditado en LP y casete, nunca fue editado en un CD.

## Colaboración artística
El álbum contó con las colaboraciones de Charly García, Daniel Melingo, Miguel Abuelo, Andrés Calamaro y Cachorro López.

## Lista de canciones
Según material editado por la disquera EMI Music.

Todas las letras escritas por Miki González, excepto donde se indique.
| Cara A |                               |        |          |  |
| N.º    | Título                        | Música | Duración |  |
| 1.     | «¿Dónde están?»               |        |          |  |
| 2.     | «Dímelo, dímelo»              |        |          |  |
| 3.     | «Puedes ser tú»               |        |          |  |
| 4.     | «Peligro (ft. Charly García)» |        |          |  |
| 5.     | «Brian Meno»                  |        |          |  |

| Cara B |                     |        |          |  |
| N.º    | Título              | Música | Duración |  |
| 6.     | «Jingle Coca Sola»  |        |          |  |
| 7.     | «Ya no aguanto»     |        |          |  |
| 8.     | «Fatiga»            |        |          |  |
| 9.     | «Cuidado, cuidado»  |        |          |  |
| 10.    | «Chapi García»      |        |          |  |
| 11.    | «Soy un proletario» |        |          |  |